# Hoya ignorata
Hoya ignorata är en oleanderväxtart som beskrevs av T.B.Tran, Rodda, Simonsson och Joongku Lee. Hoya ignorata ingår i släktet Hoya och familjen oleanderväxter. Inga underarter finns listade i Catalogue of Life.